# DXC Technology 600
DXC Technology 600 (no Brasil: Grande Prêmio do Texas) é uma das corridas da IndyCar Series, e é disputado no Texas Motor Speedway, na cidade estadunidense de Fort Worth, Texas.

## História
As primeiras corridas de campeonato/Indy na área de Dallas/Fort Worth aconteceram no Arlington Downs Raceway, nas proximidades de Arlington, Texas. AAA sancionou cinco corridas de 1947 a 1950. A USAC sancionou dez eventos de campeonato de automóveis no Texas World Speedway em College Station, Texas. A corrida foi interrompida quando a pista foi fechada em 1981.
Em 1997, a IndyCar Series estreou-se no Texas Motor Speedway. O evento era tradicionalmente uma corrida única realizada numa noite de sábado no início de junho. Por duas vezes, em 2011 e 2021, a série realizou uma ronda dupla. De 1997 a 2005, serviu como a primeira corrida depois das 500 Milhas de Indianápolis. Retomou esta vaga em 2010 e em 2011. Em 2020, serviu como a primeira corrida da temporada devido à pandemia de COVID-19. Em 2021 o evento mudou para o primeiro fim de semana de maio, e em 2022 o evento foi transferido para março.
Em setembro de 2023, foi anunciado que a Texas Motor Speedway não estava no calendário da Temporada da IndyCar Series de 2024.

## Resultados Indycar Series
| Ano     | Data                      | Evento                      | Pole              | Vencedor          | Equipe                         | Chassis | Motor      | Distância percorrida | Distância percorrida | Duração | Velocidade Média (km/h) |
| Ano     | Data                      | Evento                      | Pole              | Vencedor          | Equipe                         | Chassis | Motor      | Voltas               | km                   | Duração | Velocidade Média (km/h) |
| ------- | ------------------------- | --------------------------- | ----------------- | ----------------- | ------------------------------ | ------- | ---------- | -------------------- | -------------------- | ------- | ----------------------- |
| 1996-97 | 7 de junho de 1997        | True Value 500              | Tony Stewart      | Arie Luyendyk*    | Treadway Racing                | G-Force | Oldsmobile | 208                  | 502,115*             | 2:19:48 | 215,496                 |
| 1998    | 6 de junho                | True Value 500              | Tony Stewart      | Billy Boat        | A.J. Foyt Enterprises          | Dallara | Oldsmobile | 208                  | 502,115*             | 2:08:46 | 233,979                 |
| 1998    | 20 de setembro            | Lone Star 500               | Billy Boat        | John Paul Jr.     | Byrd/Cunningham Racing         | G-Force | Oldsmobile | 208                  | 502,115*             | 2:21:53 | 212,322                 |
| 1999    | 12 de junho               | Longhorn 500                | Mark Dismore      | Scott Goodyear    | Panther Racing                 | G-Force | Oldsmobile | 208                  | 487,052              | 2:00:06 | 243,296                 |
| 1999    | 17 de outubro             | Mall.com 500                | Greg Ray          | Mark Dismore      | Kelley Racing                  | Dallara | Oldsmobile | 208                  | 487,052              | 2:14:16 | 217,657                 |
| 2000    | 11 de junho*              | Casino Magic 500            | Buddy Lazier      | Scott Sharp       | Kelley Racing                  | Dallara | Oldsmobile | 208                  | 487,052              | 1:47:20 | 272,272                 |
| 2000    | 15 de outubro             | Excite 500                  | Greg Ray          | Scott Goodyear    | Panther Racing                 | Dallara | Oldsmobile | 208                  | 487,052              | 1:43:36 | 282,079                 |
| 2001    | 9 de junho                | Casino Magic 500            | Mark Dismore      | Scott Sharp       | Kelley Racing                  | Dallara | Oldsmobile | 200                  | 468,319              | 1:55:44 | 242,807                 |
| 2001    | 6 de outubro*             | Chevy 500                   | Sam Hornish Jr.   | Sam Hornish Jr.   | Panther Racing                 | Dallara | Oldsmobile | 200                  | 468,319              | 1:43:36 | 271,211                 |
| 2002    | 8 de junho                | Boomtown 500                | Tomas Scheckter   | Jeff Ward         | Chip Ganassi Racing            | G-Force | Chevrolet  | 200                  | 468,319              | 1:45:50 | 265,516                 |
| 2002    | 15 de setembro            | Chevy 500                   | Vitor Meira       | Sam Hornish Jr.   | Panther Racing                 | Dallara | Chevrolet  | 200                  | 468,319              | 1:46:29 | 263,902                 |
| 2003    | 7 de junho                | Bombardier 500              | Tomas Scheckter   | Al Unser Jr.      | Kelley Racing                  | Dallara | Toyota     | 200                  | 468,319              | 1:43:48 | 270,713                 |
| 2003    | 12 de outubro             | Chevy 500                   | Gil de Ferran     | Gil de Ferran     | Team Penske                    | Dallara | Toyota     | 195*                 | 456,611              | 1:48:56 | 251,489                 |
| 2004    | 12 de junho               | Bombardier 500              | Dario Franchitti  | Tony Kanaan       | Andretti Green Racing          | Dallara | Honda      | 200                  | 468,319              | 1:53:24 | 247,783                 |
| 2004    | 17 de outubro             | Chevy 500                   | Hélio Castroneves | Hélio Castroneves | Team Penske                    | Dallara | Toyota     | 200                  | 468,319              | 1:49:32 | 256,525                 |
| 2005    | 11 de junho               | Bombardier Learjet 500      | Tomas Scheckter   | Tomas Scheckter   | Panther Racing                 | Dallara | Chevrolet  | 200                  | 468,319              | 1:45:47 | 265,617                 |
| 2006    | 10 de junho               | Bombardier Learjet 500      | Sam Hornish Jr.   | Hélio Castroneves | Team Penske                    | Dallara | Honda      | 200                  | 468,319              | 1:34:01 | 298,871                 |
| 2007    | 9 de junho                | Bombardier Learjet 500      | Scott Sharp       | Sam Hornish Jr.   | Team Penske                    | Dallara | Honda      | 228                  | 533,884              | 1:52:15 | 285,359                 |
| 2008    | 7 de junho                | Bombardier Learjet 500      | Scott Dixon       | Scott Dixon       | Chip Ganassi Racing            | Dallara | Honda      | 228                  | 533,884              | 2:04:36 | 257,077                 |
| 2009    | 6 de junho                | Bombardier Learjet 500      | Dario Franchitti  | Hélio Castroneves | Team Penske                    | Dallara | Honda      | 228                  | 533,884              | 1:55:16 | 277,897                 |
| 2010    | 5 de junho                | Firestone 550               | Ryan Briscoe      | Ryan Briscoe      | Team Penske                    | Dallara | Honda      | 228                  | 533,884              | 2:04:47 | 256,703                 |
| 2011    | 11 de junho               | Firestone Twin 275s         | Alex Tagliani     | Dario Franchitti  | Chip Ganassi Racing            | Dallara | Honda      | 114                  | 266,942              | 0:54:47 | 292,336                 |
| 2011    | 11 de junho               | Firestone Twin 275s         | Tony Kanaan*      | Will Power        | Team Penske                    | Dallara | Honda      | 114                  | 266,942              | 0:48:09 | 332,640                 |
| 2012    | 9 de junho                | Firestone 550               | Alex Tagliani     | Justin Wilson     | Dale Coyne Racing              | Dallara | Honda      | 228                  | 533,884              | 1:59:02 | 269,110                 |
| 2013    | 8 de junho                | Firestone 550               | Will Power        | Hélio Castroneves | Team Penske                    | Dallara | Chevrolet  | 228                  | 533,884              | 1:52:17 | 285,267                 |
| 2014    | 7 de junho                | Firestone 600               | Will Power        | Ed Carpenter      | Ed Carpenter Racing            | Dallara | Chevrolet  | 248                  | 598,676              | 2:01:25 | 286,886                 |
| 2015    | 7 de junho                | Firestone 600               | Will Power        | Scott Dixon       | Chip Ganassi                   | Dallara | Chevrolet  | 248                  | 598,676              | 1:52:47 | 309,023                 |
| 2016    | 12 de junho 27 de agosto* | Firestone 600               | Carlos Muñoz      | Graham Rahal      | Rahal Letterman Lanigan Racing | Dallara | Honda      | 248                  | 598,676              | 2:29:25 | 233,196                 |
| 2017    | 10 de junho               | Rainguard Water Sealers 600 | Charlie Kimball   | Will Power        | Team Penske                    | Dallara | Chevrolet  | 248                  | 574,783              | 2:32:31 | 226,098                 |
| 2018    | 9 de junho                | DXC Technology 600          | Josef Newgarden   | Scott Dixon       | Chip Ganassi Racing            | Dallara | Honda      | 248                  | 574,783              | 2:00:53 | 285,256                 |
| 2019    | 8 de junho                | DXC Technology 600          | Takuma Sato       | Josef Newgarden   | Team Penske                    | Dallara | Chevrolet  | 248                  | 574,783              | 1:55:09 | 299,473                 |
| 2020    | 6 de junho                | Genesys 300                 | Josef Newgarden   | Scott Dixon       | Chip Ganassi Racing            | Dallara | Honda      | 200                  | 463,491              | 1:38:37 | 281,959                 |
| 2021    | 1 de maio                 | Genesys 300                 | Álex Palou        | Scott Dixon       | Chip Ganassi Racing            | Dallara | Honda      | 212                  | 491,301              | 1:45:51 | 278,474                 |
| 2021    | 2 de maio                 | XPEL 375                    | Scott Dixon       | Patricio O'Ward   | Arrow McLaren SP               | Dallara | Chevrolet  | 248                  | 574,783              | 2:06:31 | 272,558                 |
| 2022    | 20 de março               | XPEL 375                    | Felix Rosenqvist  | Josef Newgarden   | Team Penske                    | Dallara | Chevrolet  | 248                  | 574,783              | 2:09:29 | 266,293                 |
| 2023    | 2 de abril                | PPG 375                     | Felix Rosenqvist  | Josef Newgarden   | Penske                         | Dallara | Chevrolet  | 250                  | 603,504              | 2:07:07 | 309,023                 |

- 1997 e 1998: A extensão circuito do Texas Motor Speedway foi considerado como 1,5 milhas (2414 metros). A partir de 1999 passou para 1,455 milhas (2342 metros) pela medição da IRL.
- 1997: Billy Boat recebeu a bandeira quadriculada com o vencedor da corrida. Devido ao um erro no placar, Arie Luyendyk foi aclamado o vencedor no dia seguinte.
- 2000: A corrida foi adiada de Sábado à noite para Domingo à tarde devido à chuva.
- 2001: A corrida foi adiada de 16 de setembro para 6 de outubro devido aos  ataques de 11 de setembro.[1]
- 2003: A corrida foi encerrada antes da previsão (200 voltas) devido ao forte acidente sofrido pelo sueco Kenny Bräck na volta 188.[2]
- 2011: Pole definida através de sorteio.[3]
- 2016: Corrida adiada de sábado para domingo devido à chuva e depois suspensa até 27 de agosto devido à chuva e limitações logísticas.

## CART
A CART agendou uma corrida na pista para 29 de abril de 2001. No entanto, após os treinos e a qualificação (vencida pelo sueco Kenny Bräck) a corrida foi cancelada "devido a preocupações insolúveis sobre a exigência física imposta aos pilotos em velocidades de corrida". Todos os pilotos com excepção de quatro reportaram que experimentaram sintomas semelhantes aos de vertigem devido às forças G laterais ao dirigir a mais de 370 km/h no banking de 24 graus.
A corrida Dayton Indy Lights foi concluída com duas interrupções por bandeira amarela.